# Kim Reiter
Kim Colin Reiter (* 3. Januar 1992 in Lübeck) ist ein deutscher Handballspieler, der in seiner Karriere für den VfL Bad Schwartau in der 2. Bundesliga auflief.

## Karriere
Reiter spielte anfangs Handball bei den Vereinen MTV Lübeck, TSV Eintracht Groß Grönau, Lübeck 1876, NTSV Strand 08 und ATSV Stockelsdorf. Im Jahre 2009 wechselte der Außenspieler zum VfL Bad Schwartau. Reiter gehörte mehreren Spielzeiten dem Kader der in der 2. Bundesliga spielenden Herrenmannschaft an, wurde dort jedoch nur gelegentlich eingesetzt. Ab der Saison 2014/15 lief er für die HSG Ostsee N/G auf. Mit der HSG Ostsee stieg er 2018 in die 3. Liga auf. Im Sommer 2019 wechselte er zum Ligakonkurrenten Mecklenburger Stiere Schwerin. Nach der Saison 2021/22 schloss er sich dem SH-Ligisten MTV Lübeck an. Mit dem MTV Lübeck stieg er 2023 in die Oberliga auf, die ein Jahr später in Regionalliga umbenannt wurde.
Reiter spielte in der schleswig-holsteinischen Landesauswahl, mit der er 2009 den Länderpokal gewann.